# Gran Malvina
Gran Malvina (en anglès: West Falkland) és la segona illa en superfície de les Illes Malvines ocupa 4.532 km². És una illa amb turons i està separada de l'illa Soledad per un braç de mar anomenat Falkland Sound. Només està habitada per 144 persones (2001). L'assentament principal és Port Howard a la costa oest.

## Geografia i fauna

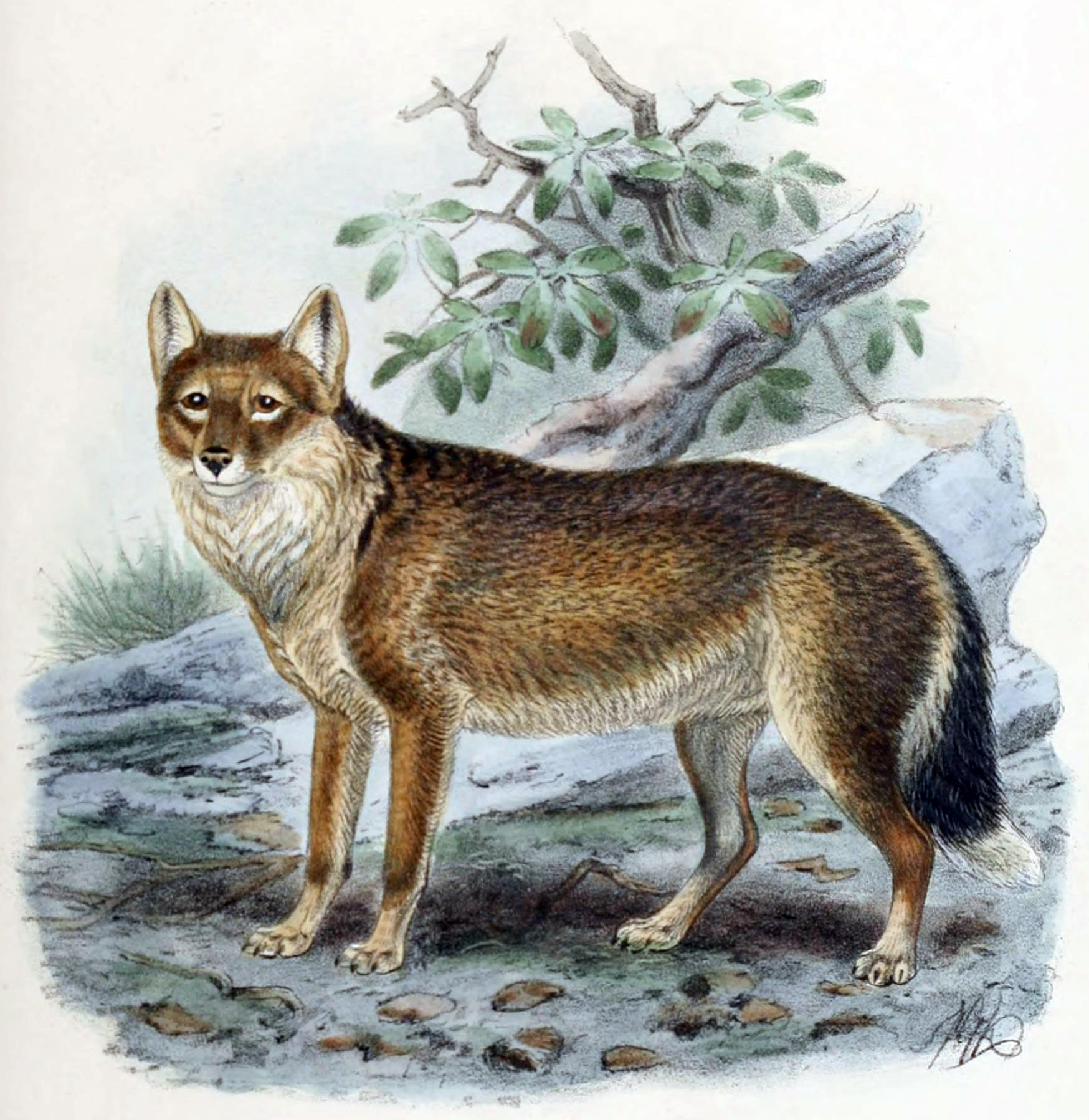
La darrera guineu de les Malvines va ser morta a la Gran Malvina

La principal serralada és Hornby Hills i Mont Adam és el cim més alt amb 700m. Abans es pensava que Mont Robinson, de 695 m, era el cim més alt i Argentina va transferir el nom de Monte Independencia del Mont Robinson al Mont Adam. El pasturatge d'ovelles és la principal ocupació de l'illa, on també hi ha colònies importants de pingüins i cormorans. També hi ha pesca als dos rius principals Warrah i Chartres.
El segle xix cap a 1875, es va extingir la guineu de les Malvines o warrah (Dusicyon australis) anomenat per Louis Antoine de Bougainville, loup-renard (llop-guineu). Hi ha elefants marins a la costa.

## Història
El capità John Strong hi va fer el primer desembarcament registrat el 1690.
Fins al 1868 aquesta illa no va ser habitada.
Durant la guerra de les Malvines de 1982 Fox Bay, Port Howard i Illa Pebble van ser ocupades per les tropes argentines.